# Hänse (Oberstaufen)
Hänse (mundartlich: Hensə, dsum Hensə) ist ein Gemeindeteil der Marktgemeinde Oberstaufen im bayerisch-schwäbischen Landkreis Oberallgäu.

## Geographie
Der Ort liegt circa fünf Kilometer südwestlich des Hauptorts Oberstaufen. Die Ortschaft wird dem Gemeindeteil Hagspiel zugeordnet.

## Ortsname
Der Ortsname stammt vom Personen(kurz)namen Hänse.

## Geschichte
Hänse wurde erstmals urkundlich im Jahr 1751 als Hense erwähnt. 1808 wurden drei Wohnhäuser in Hänse gezählt. Seit 1818 wird der Ort zu Hagspiel gezählt. Bis zur bayerischen Gebietsreform 1972 gehörte Hänse der Gemeinde Aach im Allgäu an.